# Нью-Мейн (тауншип, Миннесота)
Нью-Мейн (англ. New Maine) — тауншип в округе Маршалл, Миннесота, США. На 2000 год его население составило 194 человека.

## География
По данным Бюро переписи населения США площадь тауншипа составляет 95,5 км², из которых 95,5 км² занимает суша, водоёмов нет.

## Демография
По данным переписи населения 2000 года здесь находились 194 человека, 77 домохозяйств и 58 семей.  Плотность населения —  2,0 чел./км².  На территории тауншипа расположено 93 постройки со средней плотностью 1,0 построек на один квадратный километр. Расовый состав населения: 100,00 % белых.
Из 77 домохозяйств в 31,2 % воспитывались дети до 18 лет, в 67,5 % проживали супружеские пары, в 5,2 % проживали незамужние женщины и в 23,4 % домохозяйств проживали несемейные люди. 20,8 % домохозяйств состояли из одного человека, при том 6,5 % из — одиноких пожилых людей старше 65 лет. Средний размер домохозяйства — 2,52, а семьи — 2,95 человека.
23,2 % населения — младше 18 лет, 9,3 % — в возрасте от 18 до 24 лет, 25,8 % — от 25 до 44, 32,0 % — от 45 до 64, 9,8 % — старше 65 лет. Средний возраст — 42 года. На каждые 100 женщин приходилось 133,7 мужчин.  На каждые 100 женщин старше 18 приходилось 132,8 мужчин.
Средний годовой доход домохозяйства составлял 32 813 долларов, а средний годовой доход семьи —  38 281 доллар. Средний доход мужчин —  23 750  долларов, в то время как у женщин — 21 458. Доход на душу населения составил 12 554 доллара. За чертой бедности находились 13,1 % семей и 17,6 % всего населения тауншипа, из которых 27,7 % младше 18 и 38,9 % старше 65 лет.